# 曼达洛族
曼达洛族（英語：Mandalorians）是《星際大戰》曼达洛星的种族，以经常佩戴战斗头盔、胸甲、护腕著称，他們的盔甲材料是「貝斯卡鋼」。经常佩戴类似波巴·费特与父亲/複製宿主強格·費特穿的噴射背包。
按照最初的构思，曼达洛族是《星際大戰五部曲：帝國大反擊》中一群穿着白色盔甲的“超级士兵”，后来变成了仅赏金猎人波巴·费特这一个角色。虽然电影中的费特不是曼达洛人，但倍增的人气促使后来的《星战》小说、漫画、电视剧和电子游戏深入探讨了这个群体。
后来的星球大战扩展宇宙及电视剧複製人之戰、反抗軍起義、曼達洛人和波巴費特之書引入全新角色，扩展了曼达洛人的故事，确定曼达洛人不是“外星物种”，而是生活在曼达洛星及邻近世界的人类及外星人的共称，两者共享独特意识形态，信仰斯多葛主義，是尚武種族。